# Иоанн XII (патриарх Константинопольский)
Патриа́рх Иоа́нн XII (греч. Πατριάρχης Ιωάννης ΙΒ΄) — Константинопольский патриарх, избран императором Андроником II Палеологом в 1294 году.
Часто вмешивался в дела управления, противился союзу с Сербией, был суров как с императором, так и с подчинёнными, в 1303 сложил сан и удалился в Созополь, где в 1308 был взят в плен болгарами, пославшими его в качестве посла о мире к Андронику. Год смерти Иоанна неизвестен.